# 幾何分布
幾何分布（きかぶんぷ、英: geometric distribution）は、離散確率分布で、次の2通りの定義がある。
- ベルヌーイ試行を繰り返して初めて成功させるまでの試行回数 X の分布。台は {1, 2, 3, …}.
- ベルヌーイ試行を繰り返して初めて成功させるまでに失敗した回数 Y = X − 1 の分布。台は {0, 1, 2, 3, …}.

問題とする事柄によってこれら2つの幾何分布から都合の良い方を選ぶ。混同を避けるために幾何分布について言及するときは定義を明らかにするのが賢明である。しかし多くの場合前者（X の分布）を指す。
各成功確率 p である独立ベルヌーイ試行について
{\displaystyle \Pr(X=k)=p(1-p)^{k-1},\qquad \Pr(X\leq k)=1-(1-p)^{k}}
(k = 1, 2, 3, …),
{\displaystyle \Pr(Y=k)=p(1-p)^{k},\qquad \Pr(Y\leq k)=1-(1-p)^{k+1}}
(k = 0, 1, 2, 3, …).
例えば、サイコロの1の目が出るまで繰り返し投げるとする。p = 1/6 の幾何分布に従うといい、それの台は {1, 2, 3, …} である。

## 性質
確率変数 X の期待値と分散は、
{\displaystyle \operatorname {E} (X)={\frac {1}{p}},\qquad \operatorname {Var} (X)={\frac {1-p}{p^{2}}}.}
確率変数 Y の期待値と分散は、
{\displaystyle \operatorname {E} (Y)={\frac {1-p}{p}},\qquad \operatorname {Var} (Y)={\frac {1-p}{p^{2}}}.}

## 無記憶性
幾何分布の重要な性質として、無記憶性と呼ばれるものがある。幾何分布では、いかなる成功確率 p に対しても
{\displaystyle \forall n,k\in \mathbb {N} ,\ \ \ P(X>n+k\mid X>n)=P(X>k)}
なる等式が成り立つ。これはコイントスを例にすると、コイントスを繰り返して少なくとも n 回表が出なかったという情報が与えられたときに、表が出るまでに投げる回数が n + k を超える条件付き確率は、情報が与えられない場合の確率（すなわち、今すべてを忘れて改めてコイントスを開始して、表が出るまでに投げる回数が k 回を超える確率）に等しいという意味である。
各種のギャンブルにおいて負けが続くと、しばしば「運がたまっている」とか「そろそろ勝ちが巡ってくる」といった考えに陥りがちである。しかし、試行の独立性を仮定する限りにおいては、この考えは誤謬であり、負けが続いているという情報は未来の確率に何の影響も与えないということが、無記憶性からいえる。
この逆、すなわち無記憶性を持つ離散型確率分布が幾何分布のみであることも、比較的容易に示される。

## ゼータ分布との関係性
幾何分布の確率質量関数は (1 − p)k に比例するが、k ≥ 1 に限定し k の対数を取ると {\displaystyle (1-p)^{\log k}=k^{\log(1-p)}} となり、{\displaystyle s=-\log(1-p)} と置いた上で、s > 1 であれば、さらに p に依存した数をかけて確率分布にすることによりゼータ分布 {\displaystyle k^{-s}/\zeta (s)} になる。s = 1 ならば k に上限を設けることでジップ分布になる。